# دانيال مايكل
دانيال مايكل (بالألمانية: Daniel Maichel)‏ (14 أغسطس 1693 – 20 يناير 1752) هو أستاذ ألماني للفلسفة واللاهوت والفيزياء والحقوق والسياسة. ولد في مدينة شتوتغارت وتوفي في مدينة كونيغسبرون. درس اللاهوت البروتستانتي في توبنجن، وحصل على درجة الماجستير عام 1713.
كان على اتصال مع الكاتب الفرنسي بيير دي ميزو وزاره في لندن في مقهى راينبو.